# Diócesis de Šiauliai
La diócesis de Šiauliai (en latín: Dioecesis Siauliensis y en lituano: Šiaulių vyskupija) es una circunscripción eclesiástica de la Iglesia católica en Lituania. Se trata de una diócesis latina, sufragánea de la arquidiócesis de Kaunas. Desde el 8 de diciembre de 2024 su obispo es Darius Trijonis.

## Territorio y organización

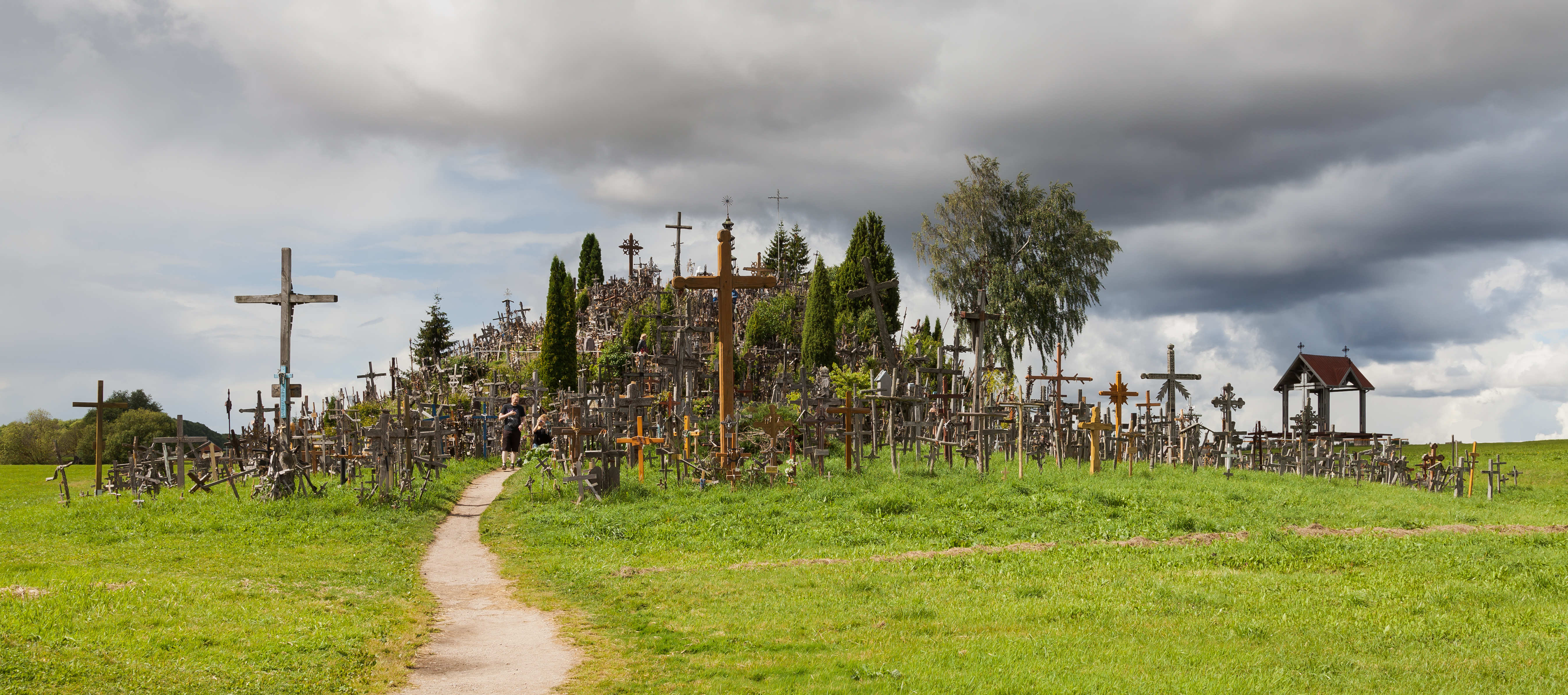
Colina de las Cruces, a 12 kilómetros de la ciudad de Šiauliai

La diócesis tiene 7696 km² y extiende su jurisdicción sobre los fieles católicos de rito latino residentes en la provincia de Šiauliai, excepto el distrito de Akmenė.

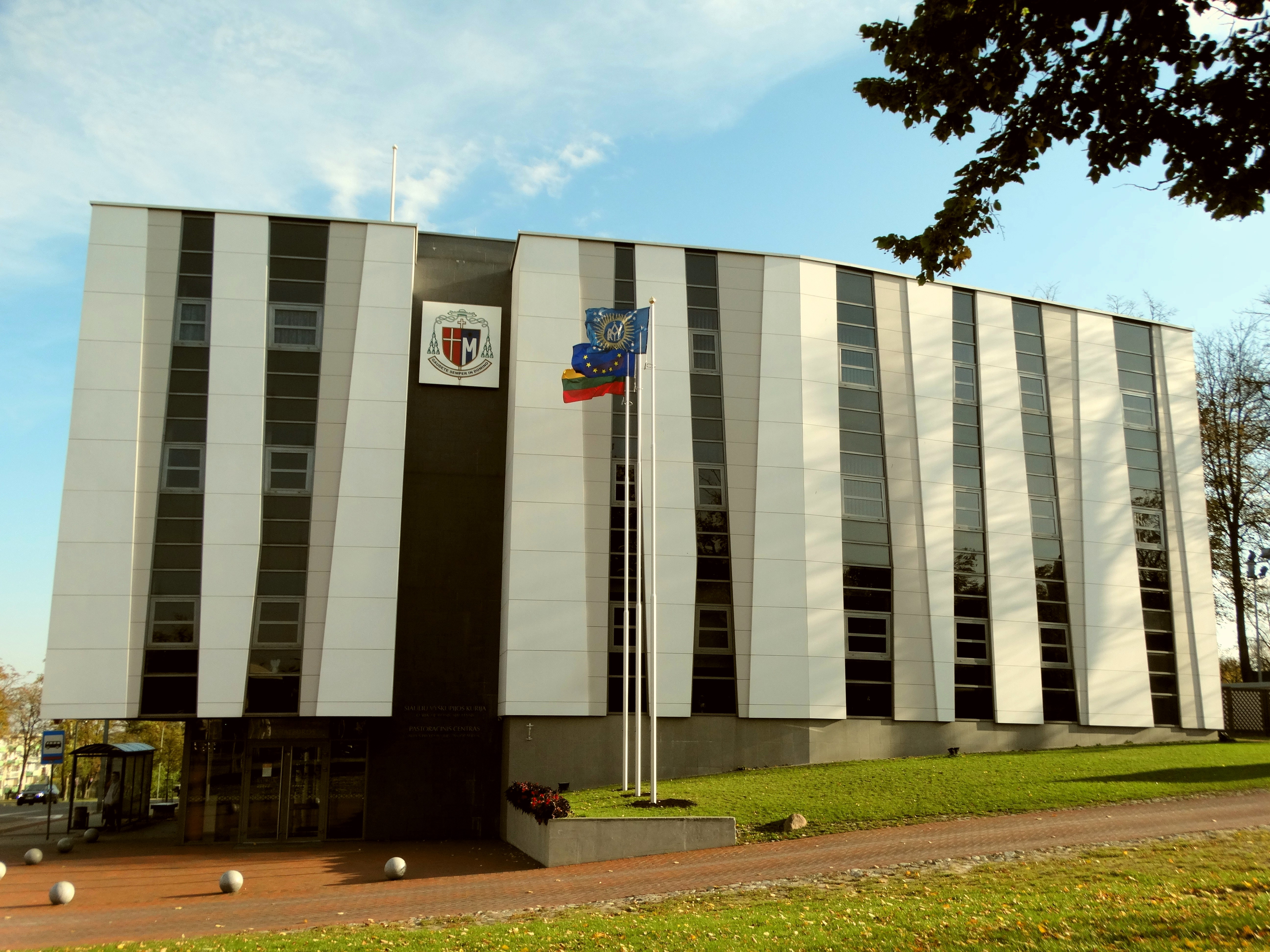
Palacio diocesano en Šiauliai

La sede de la diócesis se encuentra en la ciudad de Šiauliai, en donde se halla la Catedral de San Pedro y San Pablo.
En 2022 en la diócesis existían 68 parroquias agrupadas en 5 decanatos: Joniškio dekanatas, Kelmės dekanatas, Pakruojo dekanatas, Radviliškio dekanatas y Šiaulių dekanatas.

## Historia
La diócesis fue erigida el 28 de mayo de 1997 por el papa Juan Pablo II separando territorio de la arquidiócesis de Kaunas y de las diócesis de Panevėžys y de Telšiai.

## Estadísticas
Según el Anuario Pontificio 2023 la diócesis tenía a fines de 2022 un total de 194 358 fieles bautizados.
| Año                                                                             | Población            | Población | Población      | Sacerdotes | Sacerdotes    | Sacerdotes    | Bautizados por sacerdote | Diáconos permanentes | Religiosos | Religiosos | Parroquias |
| Año                                                                             | Bautizados católicos | Total     | % de católicos | Total      | Clero secular | Clero regular | Bautizados por sacerdote | Diáconos permanentes | Varones    | Mujeres    | Parroquias |
| ------------------------------------------------------------------------------- | -------------------- | --------- | -------------- | ---------- | ------------- | ------------- | ------------------------ | -------------------- | ---------- | ---------- | ---------- |
| 1999                                                                            | 268 400              | 362 400   | 74.1           | 64         | 58            | 6             | 4193                     | 1                    | 9          | 31         | 67         |
| 2000                                                                            | 271 741              | 362 321   | 75.0           | 64         | 56            | 8             | 4245                     |                      | 13         | 31         | 67         |
| 2001                                                                            | 271 850              | 362 400   | 75.0           | 67         | 59            | 8             | 4057                     |                      | 13         | 31         | 67         |
| 2002                                                                            | 260 700              | 350 200   | 74.4           | 63         | 55            | 8             | 4138                     |                      | 29         | 35         | 67         |
| 2003                                                                            | 270 656              | 339 785   | 79.7           | 64         | 53            | 11            | 4229                     |                      | 23         | 35         | 67         |
| 2004                                                                            | 269 861              | 338 680   | 79.7           | 65         | 54            | 11            | 4151                     | 2                    | 23         | 32         | 67         |
| 2010                                                                            | 254 510              | 336 012   | 75.7           | 66         | 56            | 10            | 3856                     | 2                    | 21         | 25         | 68         |
| 2014                                                                            | 247 200              | 329 000   | 75.1           | 67         | 57            | 10            | 3689                     |                      | 13         | 4          | 68         |
| 2017                                                                            | 243 600              | 323 200   | 75.4           | 67         | 56            | 11            | 3635                     |                      | 14         | 3          | 69         |
| 2020                                                                            | 237 000              | 315 700   | 75.1           | 67         | 53            | 14            | 3537                     |                      | 17         | 2          | 68         |
| 2022                                                                            | 194 358              | 222 686   | 87.3           | 61         | 50            | 11            | 3186                     |                      | 14         | 4          | 68         |
| Fuente: Catholic-Hierarchy, que a su vez toma los datos del Anuario Pontificio. |                      |           |                |            |               |               |                          |                      |            |            |            |

## Episcopologio
- Eugenijus Bartulis (28 de mayo de 1997-8 de diciembre de 2024 retirado)
- Darius Trijonis, por sucesión el 8 de diciembre de 2024